# Jordan Lotiès
Jordan Lotiès (Clermont-Ferrand, Auvernia, Francia, 5 de agosto de 1984) es un futbolista profesional francés que juega como defensa en el F. C. Chamalières.

## Clubes
| Club                 | País    | Año       |
| -------------------- | ------- | --------- |
| Clermont Foot        | Francia | 2003-2006 |
| Dijon F. C. O.       | Francia | 2006-2009 |
| A. S. Nancy-Lorraine | Francia | 2009-2013 |
| C. A. Osasuna        | España  | 2013-2016 |
| Dijon F. C. O.       | Francia | 2016-2017 |
| K. A. S. Eupen       | Bélgica | 2017-2019 |
| F. C. Chamalières    | Francia | 2020-     |